# Ерик Форман (Д-р Хаус)
Ерик Форман, доктор по медицина, (на английски: Eric Foreman, M.D.) е измислен персонаж от медицинската драма „Д-р Хаус“. Ролята се изпълнява от Омар Епс. В българския дублаж Форман се озвучава от Тодор Николов от първи до седми сезон и от Димитър Иванчев в осми. В шести епизод от седми сезон по изключение се озвучава от Ивайло Велчев.